# Liu Huanhua
Liu Huanhua (en chino: 刘焕华; Chenzhou, 20 de agosto de 2001) es un deportista chino que compite en halterofilia.
Participó en los Juegos Olímpicos de París 2024, obteniendo una medalla de oro en la categoría de 102 kg. Ganó dos medallas en el Campeonato Mundial de Halterofilia, en los años 2022 y 2023.
En abril de 2024 estableció dos nuevas plusmarcas mundiales de la categoría de 102 kg, en dos tiempos (232 kg) y en el total (413 kg).

## Palmarés internacional
| Juegos Olímpicos   | Juegos Olímpicos      | Juegos Olímpicos  | Juegos Olímpicos |
| Año                | Lugar                 | Medalla           | Categoría        |
| ------------------ | --------------------- | ----------------- | ---------------- |
| 2024               | París (Francia)       | Medalla de oro    | 102 kg           |
| Campeonato Mundial |                       |                   |                  |
| Año                | Lugar                 | Medalla           | Categoría        |
| 2022               | Bogotá (Colombia)     | Medalla de bronce | 89 kg            |
| 2023               | Riad (Arabia Saudita) | Medalla de oro    | 102 kg           |